# Outside World Tour
Die Outside World Tour war eine weltweite Konzerttournee des britischen Singer-Songwriters David Bowie, mit der er sein 1995 veröffentlichtes Studioalbum 1. Outside unterstützte. Der Nordamerika-Abschnitt der Tour wurde von Nine Inch Nails im Rahmen ihrer ausgedehnten Self Destruct Tour unterstützt, die ihren Auftritt mit dem von Bowie zu einer durchgehenden Show verbanden.

## Hintergrund
David Bowie begann seine Outside World Tour am 14. September 1995 in Hartford (Connecticut) und beendete sie exakt ein Jahr später am 14. September 1996 in New York City. Insgesamt beinhaltete die Tournee 97 Konzerte in Nordamerika, Europa und Asien. Sie markierte Bowies erste Konzertauftritte seit dem Freddie Mercury Tribute Concert am 20. April 1992 und war seine erste längere Solo-Tournee seit seiner Sound+Vision Tour im Jahr 1990.
Die ersten Tourproben fanden in den Complete Music Studios in New York City statt, bevor sie ins Mullins Center in Amherst (Massachusetts) umzogen, wo sich Nine Inch Nails den Proben anschlossen. Über die geplanten Lieder für diese Tour sagte Bowie: „Wir werden natürlich einige ältere Sachen spielen, aber keine offensichtlichen. Ich habe bei den Proben für die Tour festgestellt, dass ältere Songs, die ich jahrelang nicht gespielt habe, plötzlich ganz gut zu diesem neuen Material passen – Sachen wie ... „ Joe the Lion “. Ich freue mich also ziemlich darauf.“
Zu seiner Entscheidung, mit Nine Inch Nails, auf eine gemeinsame Tournee zu gehen, kommentierte Bowie: „Mir persönlich gefiel die Kombination aus NIN und mir, aber meinen Fans nicht. Pech gehabt!! Es war auch ein extrem junges Publikum, zwischen 12 und 17 Jahren. Mein Ausgangspunkt war einfach: Ich habe gerade ein abenteuerliches Album gemacht, was kann ich jetzt tun, um die Konzerte ebenso abenteuerlich zu machen. Wenn man es so betrachtet, schien es logisch, mich mit dem NIN-Publikum auseinanderzusetzen. Ich wusste, es würde schwer werden, sie mit Musik zu fesseln, die sie noch nie gehört hatten, mit einem Künstler, dessen Name das einzig Vertraute war.“
Trent Reznor, der Kopf hinter Nine Inch Nails, äußerte mehrfach Bowies Einfluss auf seine Musik und arbeitete außerdem oft mit Bowie zusammen, indem er von dessen Liedern The Hearts Filthy Lesson (1995) und später I’m Afraid of Americans (1997) Remixes anfertigte. Als Bowie 1995 gefragt wurde, ob sein Album 1. Outside von Nine Inch Nails beeinflusst war, antwortete dieser: „Die Band, die mich eigentlich sehr faszinierte, waren drei Jungs aus der Schweiz namens The Young Gods ... Ich kannte sie schon, bevor ich von Nine Inch Nails erfuhr.“
Für die Tournee entschied sich Bowie für ein schlichtes Bühnenbild („einige Banner, ein paar Schaufensterpuppen“) und vermied die theatralische Präsentation wie bei seiner vorherigen Tourneen Glass Spider Tour (1987) und Sound+Vision Tour (1990). Die Bühne ähnelte einer Baustelle, auf der mit Farbe bespritzte, zerknüllte Laken herumlagen und in einer Ecke standen ein altmodischer Tisch und Stuhl, auf die Bowie während der Shows gelegentlich stieg. Über der Bühne war auf einer Neonreklame der Satz „Ouvrez le Chien“ zu sehen, ein Teil des Textes aus Bowies Lied All the Madmen aus dem Jahr 1970, den er 1993 in seinem Stück The Buddha of Suburbia wiederholte. Bowie trug während seinen Auftritten Kostüme, die zwischen den Shows in Europa und den USA variierten und von Alexander McQueen entworfen wurden (darunter auch den vom Albumcover von Bowies nächstem Album Earthling bekannten Union-Jack-Mantel.)

## Liveaufnahmen
2020 wurden innerhalb weniger Wochen zwei offizielle Livealben mit Aufnahmen der Outside World Tour veröffentlicht: am 30. Oktober erschien zunächst Ouvrez le Chien (Live Dallas 95) (aufgenommen am 13. Oktober 1995 im Starplex Amphitheater in Dallas), gefolgt am 20. November von No Trendy Réchauffé (Live Birmingham 95) (aufgenommen am 13. Dezember 1995 im National Exhibition Centre in Birmingham.) Im Rahmen der Musiksendung Rockpalast wurde außerdem Bowies Auftritt am 22. Juni 1996 auf der Freilichtbühne Loreley vom WDR mitgefilmt und seitdem häufig im Fernsehen ausgestrahlt, eine offizielle Veröffentlichung auf VHS, DVD oder Blu-ray erfolgte jedoch bis heute nicht.

## Setlist

### Beispiel-Setlist
- Look Back in Anger
- Scary Monsters (And Super Creeps)
- Diamond Dogs
- The Hearts Filthy Lesson
- Outside
- Aladdin Sane
- Andy Warhol
- The Voyeur of Utter Destruction (As Beauty)
- The Man Who Sold the World
- Telling Lies
- Baby Universal
- Hallo Spaceboy
- Breaking Glass
- We Prick You
- Jump They Say
- Lust for Life
- Under Pressure
- “Heroes”
- White Light/White Heat
- Moonage Daydream
- All the Young Dudes

## Tourdaten
| Nr.                  | Datum               | Stadt               | Land                | Veranstaltungsort                           | Veranstaltungsort                |
| Leg 1 – Nordamerika  | Leg 1 – Nordamerika | Leg 1 – Nordamerika | Leg 1 – Nordamerika | Leg 1 – Nordamerika                         | Leg 1 – Nordamerika              |
| -------------------- | ------------------- | ------------------- | ------------------- | ------------------------------------------- | -------------------------------- |
| 1                    | 14. September 1995  | Hartford            | Vereinigte Staaten  | Meadows Music Theatre                       |                                  |
| 2                    | 16. September 1995  | Mansfield           | Vereinigte Staaten  | Great Woods Center for the Performing Arts  |                                  |
| 3                    | 17. September 1995  | Hershey             | Vereinigte Staaten  | Hersheypark Stadium                         |                                  |
| 4                    | 20. September 1995  | Toronto             | Kanada              | SkyDome                                     |                                  |
| 5                    | 22. September 1995  | Camden              | Vereinigte Staaten  | Blockbuster-Sony Music Entertainment Center |                                  |
| 6                    | 23. September 1995  | Burgettstown        | Vereinigte Staaten  | Coca-Cola Star Lake Amphitheatre            |                                  |
| 7                    | 27. September 1995  | East Rutherford     | Vereinigte Staaten  | Brendan Byrne Arena                         |                                  |
| 8                    | 28. September 1995  | East Rutherford     | Vereinigte Staaten  | Brendan Byrne Arena                         |                                  |
| 9                    | 30. September 1995  | Cuyahoga Falls      | Vereinigte Staaten  | Blossom Music Center                        |                                  |
| 10                   | 1. Oktober 1995     | Tinley Park         | Vereinigte Staaten  | New World Music Theatre                     |                                  |
| 11                   | 3. Oktober 1995     | Auburn Hills        | Vereinigte Staaten  | Palace of Auburn Hills                      |                                  |
| 12                   | 4. Oktober 1995     | Columbus            | Vereinigte Staaten  | Polaris Amphitheater                        |                                  |
| 13                   | 6. Oktober 1995     | Bristow             | Vereinigte Staaten  | Nissan Pavilion                             |                                  |
| 14                   | 7. Oktober 1995     | Raleigh             | Vereinigte Staaten  | Walnut Creek Amphitheatre                   |                                  |
| 15                   | 9. Oktober 1995     | Atlanta             | Vereinigte Staaten  | Coca-Cola Lakewood Amphitheatre             |                                  |
| 16                   | 11. Oktober 1995    | Maryland Heights    | Vereinigte Staaten  | Riverport Amphitheatre                      |                                  |
| 17                   | 13. Oktober 1995    | Dallas              | Vereinigte Staaten  | Coca-Cola Starplex Amphitheatre             |                                  |
| 18                   | 14. Oktober 1995    | Austin              | Vereinigte Staaten  | South Park Meadows                          |                                  |
| 19                   | 16. Oktober 1995    | Denver              | Vereinigte Staaten  | McNichols Sports Arena                      |                                  |
| 20                   | 18. Oktober 1995    | Phoenix             | Vereinigte Staaten  | Desert Sky Pavilion                         |                                  |
| 21                   | 19. Oktober 1995    | Paradise            | Vereinigte Staaten  | Thomas & Mack Center                        |                                  |
| 22                   | 21. Oktober 1995    | Mountain View       | Vereinigte Staaten  | Shoreline Amphitheatre                      |                                  |
| 23                   | 24. Oktober 1995    | Tacoma              | Vereinigte Staaten  | Tacoma Dome                                 |                                  |
| 24                   | 25. Oktober 1995    | Portland            | Vereinigte Staaten  | Rose Garden Arena                           |                                  |
| 25                   | 28. Oktober 1995    | Inglewood           | Vereinigte Staaten  | Great Western Forum                         |                                  |
| 26                   | 29. Oktober 1995    | Inglewood           | Vereinigte Staaten  | Great Western Forum                         |                                  |
| 27                   | 31. Oktober 1995    | Los Angeles         | Vereinigte Staaten  | Hollywood Palladium                         |                                  |
| Leg 2 – Europa       |                     |                     |                     |                                             |                                  |
| 28                   | 14. November 1995   | London              | England             | Wembley Arena                               |                                  |
| 29                   | 15. November 1995   | London              | England             | Wembley Arena                               |                                  |
| 30                   | 17. November 1995   | London              | England             | Wembley Arena                               |                                  |
| 31                   | 18. November 1995   | London              | England             | Wembley Arena                               |                                  |
| 32                   | 20. November 1995   | Birmingham          | England             | National Exhibition Centre                  |                                  |
| 33                   | 21. November 1995   | Birmingham          | England             | National Exhibition Centre                  |                                  |
| xx                   | 23. November 1995   | Belfast             | Nordirland          | King’s Hall                                 | verlegt auf den 5. Dezember 1995 |
| 34                   | 24. November 1995   | Dublin              | Irland              | The Point Depot                             |                                  |
| 35                   | 26. November 1995   | Exeter              | England             | Westpoint Arena                             |                                  |
| 36                   | 27. November 1995   | Cardiff             | Wales               | International Arena and Convention Centre   |                                  |
| 37                   | 29. November 1995   | Aberdeen            | Schottland          | AECC                                        |                                  |
| 38                   | 30. November 1995   | Glasgow             | Schottland          | SECC                                        |                                  |
| 39                   | 3. Dezember 1995    | Sheffield           | England             | Sheffield Arena                             |                                  |
| xx                   | 4. Dezember 1995    | Sheffield           | England             | Sheffield Arena                             |                                  |
| 40                   | 5. Dezember 1995    | Belfast             | Nordirland          | King’s Hall                                 |                                  |
| xx                   | 6. Dezember 1995    | Manchester          | England             | NYNEX Arena                                 | verlegt auf den 8. Dezember 1995 |
| 41                   | 7. Dezember 1995    | Newcastle upon Tyne | England             | Newcastle Arena                             |                                  |
| 42                   | 8. Dezember 1995    | Manchester          | England             | NYNEX Arena                                 |                                  |
| 43                   | 13. Dezember 1995   | Birmingham          | England             | National Exhibition Centre                  |                                  |
| Leg 3 – Europa       |                     |                     |                     |                                             |                                  |
| 44                   | 17. Januar 1996     | Helsinki            | Finnland            | Jäähalli                                    |                                  |
| 45                   | 19. Januar 1996     | Stockholm           | Schweden            | Globen                                      |                                  |
| 46                   | 20. Januar 1996     | Göteborg            | Schweden            | Scandinavium                                |                                  |
| 47                   | 22. Januar 1996     | Oslo                | Norwegen            | Spektrum                                    |                                  |
| 48                   | 24. Januar 1996     | Kopenhagen          | Danemark            | Valby-Hallen                                |                                  |
| 49                   | 25. Januar 1996     | Hamburg             | Deutschland         | Alsterdorfer Sporthalle                     |                                  |
| 50                   | 27. Januar 1996     | Brüssel             | Belgien             | Forest National                             |                                  |
| 51                   | 28. Januar 1996     | Utrecht             | Niederlande         | Prins-Willem-van-Oranje-Hal                 |                                  |
| 52                   | 30. Januar 1996     | Dortmund            | Deutschland         | Westfalenhalle                              |                                  |
| 53                   | 31. Januar 1996     | Frankfurt am Main   | Deutschland         | Festhalle                                   |                                  |
| 54                   | 1. Februar 1996     | Berlin              | Deutschland         | Deutschlandhalle                            |                                  |
| 55                   | 3. Februar 1996     | Prag                | Tschechien          | Sportovní hala                              |                                  |
| 56                   | 4. Februar 1996     | Wien                | Osterreich          | Stadthalle                                  |                                  |
| 57                   | 6. Februar 1996     | Ljubljana           | Slowenien           | Hala Tivoli                                 |                                  |
| 58                   | 8. Februar 1996     | Mailand             | Italien             | Palatrussardi                               |                                  |
| 59                   | 9. Februar 1996     | Casalecchio di Reno | Italien             | Palasport Casalecchio                       |                                  |
| 60                   | 11. Februar 1996    | Lyon                | Frankreich          | Halle Tony Garnier                          |                                  |
| 61                   | 13. Februar 1996    | Genf                | Schweiz             | Arena de Genève                             |                                  |
| 62                   | 14. Februar 1996    | Zürich              | Schweiz             | Hallenstadion                               |                                  |
| 63                   | 16. Februar 1996    | Amnéville           | Frankreich          | Le Galaxie                                  |                                  |
| 64                   | 17. Februar 1996    | Lille               | Frankreich          | Le Zénith                                   |                                  |
| 65                   | 18. Februar 1996    | Rennes              | Frankreich          | Parc Expo Rennes Aéroport                   |                                  |
| 66                   | 20. Februar 1996    | Paris               | Frankreich          | Palais Omnisport de Bercy                   |                                  |
| Leg 4 – Asien        |                     |                     |                     |                                             |                                  |
| 67                   | 4. Juni 1996        | Tokio               | Japan               | Nippon Budokan                              |                                  |
| 68                   | 5. Juni 1996        | Tokio               | Japan               | Nippon Budokan                              |                                  |
| 69                   | 7. Juni 1996        | Nagoya              | Japan               | Century Hall                                |                                  |
| 70                   | 8. Juni 1996        | Hiroshima           | Japan               | Kousei Nenkin Kaikan                        |                                  |
| 71                   | 10. Juni 1996       | Osaka               | Japan               | Ōsaka-jō Hall                               |                                  |
| 72                   | 11. Juni 1996       | Kitakyushu          | Japan               | Kousei Nenkin Kaikan                        |                                  |
| 73                   | 13. Juni 1996       | Fukuoka             | Japan               | Fukuoka Sunpalace                           |                                  |
| Leg 5 – Europa/Asien |                     |                     |                     |                                             |                                  |
| xx                   | 15. Juni 1996       | St. Petersburg      | Russland            | Dvortsovaya Ploshchad                       | White Nights Festival            |
| 74                   | 18. Juni 1996       | Moskau              | Russland            | Gosudarstvennyy Kremlovskiy dvorets         |                                  |
| 75                   | 20. Juni 1996       | Reykjavík           | Island              | Laugardalshöll                              |                                  |
| 76                   | 22. Juni 1996       | St. Goarshausen     | Deutschland         | Freilichtbühne Loreley                      |                                  |
| 77                   | 23. Juni 1996       | Algés               | Portugal            | Passeio Marítimo                            | Super Bock Super Rock            |
| 78                   | 25. Juni 1996       | Toulon              | Frankreich          | Le Zénith Omega                             |                                  |
| 79                   | 28. Juni 1996       | Halle (Saale)       | Deutschland         | Freilichtbühne Peißnitz                     |                                  |
| 80                   | 30. Juni 1996       | Roskilde            | Danemark            | Festivalpladsen                             | Roskilde Festival                |
| 81                   | 1. Juli 1996        | Athen               | Griechenland        | Gípedo Apóstolos Nikolaidis                 |                                  |
| 82                   | 3. Juli 1996        | Tel Aviv-Jaffa      | Israel              | Park HaYarkon                               |                                  |
| 83                   | 5. Juli 1996        | Torhout             | Belgien             | Achiel Eeckloo Rockweide                    | Rock Torhout                     |
| 84                   | 6. Juli 1996        | Werchter            | Belgien             | Festivalweide                               | Rock Werchter                    |
| 85                   | 7. Juli 1996        | Sermamagny          | Frankreich          | Lac du Malsaucy                             | Eurockéennes                     |
| 86                   | 9. Juli 1996        | Rom                 | Italien             | Stadio Olimpico                             |                                  |
| 87                   | 10. Juli 1996       | Fontvieille         | Monaco              | Chapiteau de l’Espace                       |                                  |
| 88                   | 12. Juli 1996       | Alt Camp            | Spanien             | El Pla de Santa Maria                       | Doctor Music Festival            |
| 89                   | 14. Juli 1996       | St. Pölten          | Osterreich          | Domplatz                                    |                                  |
| 90                   | 16. Juli 1996       | Rotterdam           | Niederlande         | Sportpaleis Ahoy’                           |                                  |
| 91                   | 18. Juli 1996       | Long Marston        | England             | Airfield                                    | Phoenix Festival                 |
| 92                   | 20. Juli 1996       | Balingen            | Deutschland         | Messegelände                                | Open Air Balingen                |
| 93                   | 21. Juli 1996       | Bellinzona          | Schweiz             | Piazza del Sole                             |                                  |
| Leg 6 – Nordamerika  |                     |                     |                     |                                             |                                  |
| 94                   | 6. September 1996   | Philadelphia        | Vereinigte Staaten  | Electric Factory                            |                                  |
| 95                   | 7. September 1996   | Washington, D.C.    | Vereinigte Staaten  | Capital Ballroom                            |                                  |
| 96                   | 13. September 1996  | Boston              | Vereinigte Staaten  | Avalon Club                                 |                                  |
| 97                   | 14. September 1996  | New York City       | Vereinigte Staaten  | Roseland Ballroom                           |                                  |

## Band
- David Bowie: Gesang
- Reeves Gabrels: Gitarre
- Carlos Alomar: Gitarre, Hintergrundgesang
- Gail Ann Dorsey: Bass, Gesang bei Under Pressure
- Mike Garson: Klavier
- Peter Schwartz: Keyboards
- George Simms: Keyboards, Hintergrundgesang
- Zack Alford: Schlagzeug